# Jungle (музичка група)
Jungle је енглески соул бенд настао у Лондону.

## Позадина
Jungle су основали Том МекФарланд и Џош Лојд-Вотсон. Њих двојица су били пријатељи још од своје девете године, где су живели у суседству у Шепердс Бушу, Лондон. Обојица су похађали исту школи и свирали су заједно у неколико различитих група, од којих је једна, Born Blonde, доживела одређени успех. Почели су да формирају Jungle почетком 2013. године, одлучивши да стављају естетски нагласак на уметничке радове и видео записе који окружују музику, а не на сопствени идентитет парова.  Током наредне године група је развила своју природу као колектив тако што је радила са различитим уметницима у различитим жанровима. Да би извели музику уживо, Jungle се проширио на седам чланова на чијем су челу били Џош и Том. Њих двојица објашњавају да је њихова музика спој тимског духа бенда. 

## Музичка каријера
Музички стил описан је као "фанк из 1970-их година"  и њихова музика је помешана са "тропским удараљкама, шумовима дивљих животиња, фалсетом и лошим басом". 
Свој сингл "The Heat" објавили су 21. октобра 2013. преко Chess Club Records. У децембру 2013. Група је номинована за Бибисијеву награду Sound of 2014. 
Њихов деби албум Jungle објављен је 14. јула 2014. кроз XL Recordings. Како би прославили издање, бенд је свирао специјалну забаву на крову једне од зграда у Пекаму. Емисија је снимљена помоћу дронова.  Током недеље лансирања група је свирала уживо на Бибиси Радију.
Дана 8. маја 2018. објавили су два нова сингла, House in L.A., и Happy Man.

## Дискографија

### Студијски албуми
| Наслов   | Детаљи                                                      | Позиције на листама | Позиције на листама | Позиције на листама | Позиције на листама | Позиције на листама | Позиције на листама | Позиције на листама | Позиције на листама | Позиције на листама | Позиције на листама | Продаја       | Награде                               |
| Наслов   | Детаљи                                                      | УК                  | Аустрија            | БЕЛ                 | ДАН                 | ФРА                 | НЕМ                 | ХОЛ                 | НЗЛ                 | ШВА                 | Billboard 200 - САД | Продаја       | Награде                               |
| -------- | ----------------------------------------------------------- | ------------------- | ------------------- | ------------------- | ------------------- | ------------------- | ------------------- | ------------------- | ------------------- | ------------------- | ------------------- | ------------- | ------------------------------------- |
| Jungle   | - Датум: 14. јул 2014. - Издавачка кућа: XL Recordings      | 7                   | 20                  | 21                  | 28                  | 42                  | 43                  | 42                  | 34                  | 22                  | 84                  | - УК: 100,000 | - British Phonographic Industry: Gold |
| For Ever | - Датум: 14. септембар 2018 - Издавачка кућа: XL Recordings | 10                  | 28                  | 13                  | —                   | —                   | —                   | 34                  | —                   | 22                  | 56                  |               |                                       |

### Синглови
| Сингл                                                                          | Година | Позиције на листама | Позиције на листама | Позиције на листама | Позиције на листама | Позиције на листама | Албум    |
| Сингл                                                                          | Година | УК                  | УК инди листа       | БЕЛ                 | ФРА                 | САД                 | Албум    |
| ------------------------------------------------------------------------------ | ------ | ------------------- | ------------------- | ------------------- | ------------------- | ------------------- | -------- |
| "Platoon"                                                                      | 2013   | —                   | —                   | —                   | —                   | —                   | Jungle   |
| "Busy Earnin'"                                                                 | 2014   | —                   | 19                  | 77                  | 118                 | —                   | Jungle   |
| "Time"                                                                         | 2014   | 94                  | —                   | 62                  | 163                 | —                   | Jungle   |
| "The Heat"                                                                     | 2014   | —                   | —                   | 62                  | —                   | —                   | Jungle   |
| "Happy Man"                                                                    | 2018   | —                   | —                   | —                   | —                   | 37                  | For Ever |
| "House in LA"                                                                  | 2018   | —                   | —                   | —                   | —                   | —                   | For Ever |
| "Heavy, California"                                                            | 2018   | —                   | —                   | 73                  | —                   | —                   | For Ever |
| "Cherry"                                                                       | 2018   | —                   | —                   | —                   | —                   | —                   | For Ever |
| "Casio"                                                                        | 2019   | —                   | —                   | 92                  | —                   | —                   | For Ever |
| "—" наглашава да сингл није био на листи или није објављен на тој територији.. |        |                     |                     |                     |                     |                     |          |